# (30826) Coulomb
(30826) Coulomb ist ein Asteroid des Hauptgürtels, der am 10. Oktober 1990 von den deutschen Astronomen Lutz D. Schmadel und Freimut Börngen an der Thüringer Landessternwarte Tautenburg (IAU-Code 033) in Thüringen entdeckt wurde.
Der Asteroid wurde am 27. April 2002 nach dem französischen Physiker Charles Augustin de Coulomb (1736–1806) benannt, der die Elektrostatik sowie die Magnetostatik begründete und dem Gesetz, der Kraft und der Einheit der elektrischen Ladung seinen Namen lieh.